# Police fédérale (Allemagne)
Pour les articles homonymes, voir Police fédérale.
La Police fédérale (Bundespolizei, BPol) est l'une des trois forces de police nationale dans la République fedérale d'Allemagne exerçant les compétences de la Fédération en matière de sécurité et de maintien de l’ordre. Elle est placée sous la tutelle du ministère fédéral de l’Intérieur et dispose de 39 000 agents environ. 
La BPol est issue de la transformation en 2005 de la garde frontière fédérale (BGS).

## Histoire

Soldats américains et officiers de la Bundesgrenzschutz en 1979.

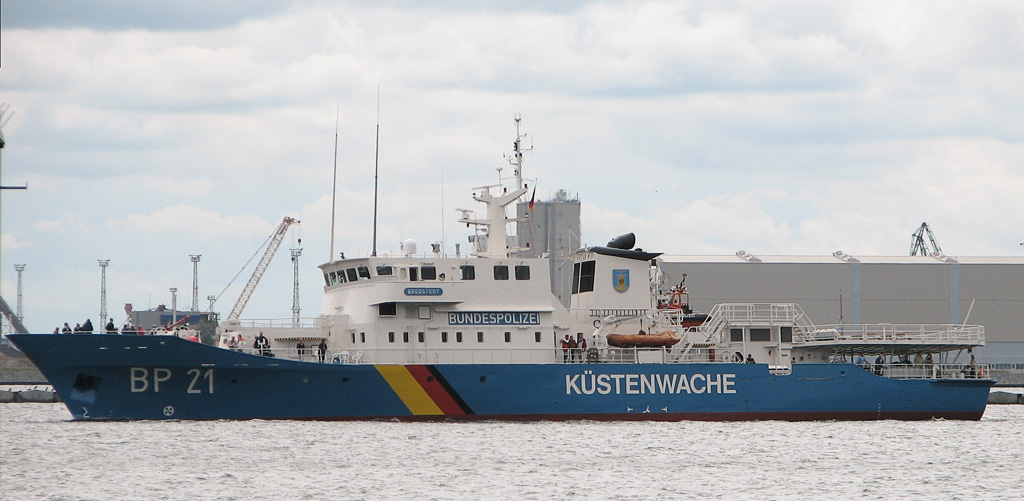
Navire garde-côtes de la Police fédérale.

## Rôle
Son domaine d’intervention est limité par l’attribution de larges compétences de police ordinaire aux forces de police des Länder. La Fédération dispose également de la police du Bundestag allemand (de), une force indépendante placée sous la tutelle du président du Bundestag.

## Divisions administratives

### Bundesgrenzschutz
Créée en 1951, la Force fédérale de protection des frontières (Bundesgrenzschutz, BGS) avait pour juridiction les aéroports et une zone de 30 km de profondeur le long des frontières dont la frontière intérieure allemande. Comptant 20 000 gardes-frontières au moment de la fusion, elle avait vu son rôle élargi à partir des années 1970. Après la  prise d'otages de Munich 1972, avait ainsi été créée la GSG 9, l’unité antiterroriste de la RFA.

## Armes de service
Depuis les années 2000, les policiers fédéraux sont armés de pistolets HK P30, remplaçant les SIG P6 et Walther P4. En cas de crise sont distribués des pistolets-mitrailleurs HK MP 5 voire des fusils d'assaut HK G36.

## Moyens aériens

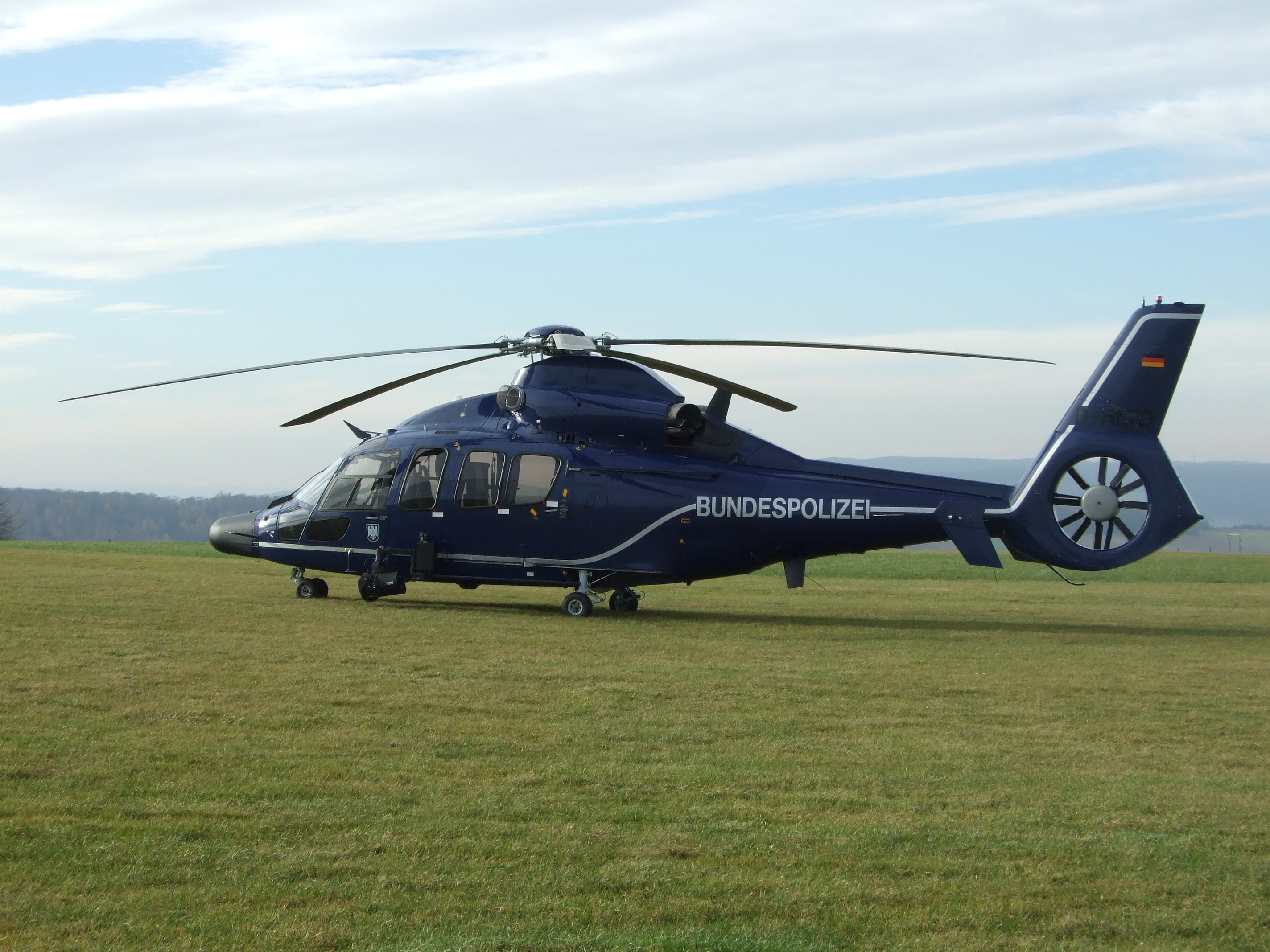
Un EC 155 de la Police fédérale à l'aérodrome de Bad Gandersheim.

La police fédérale joue un rôle important dans le secours à personne par la mise à disposition de ses hélicoptères en cas de besoin. Cette flotte se compose en 2010 de 87 engins (Eurocopter EC135, EC 155, AS 332).

## Véhicules
Les patrouilleurs et enquêteurs utilisent des BMW série 5, des VW Golf et Passat mais aussi des Volkswagen Transporter.

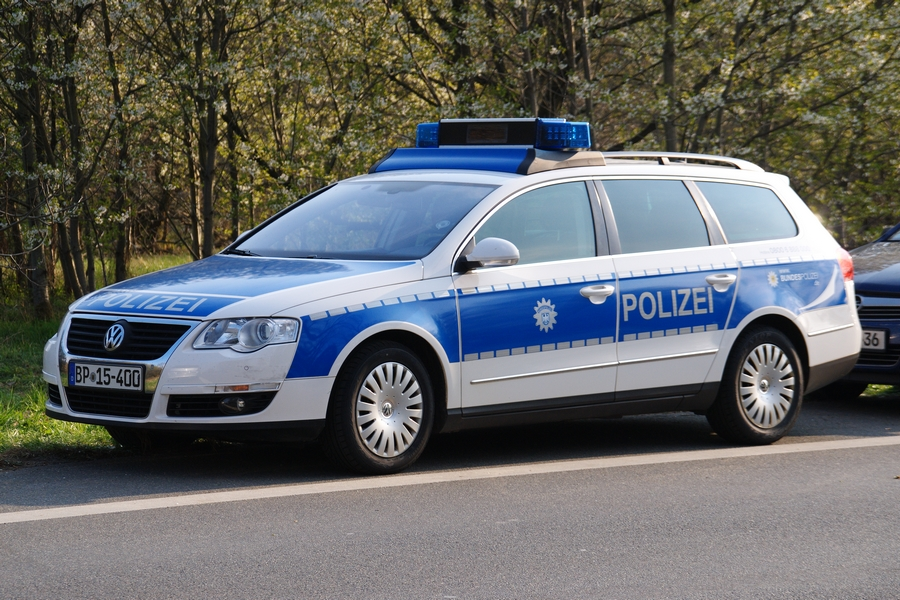
Volkswagen Passat break de la police fédérale allemande
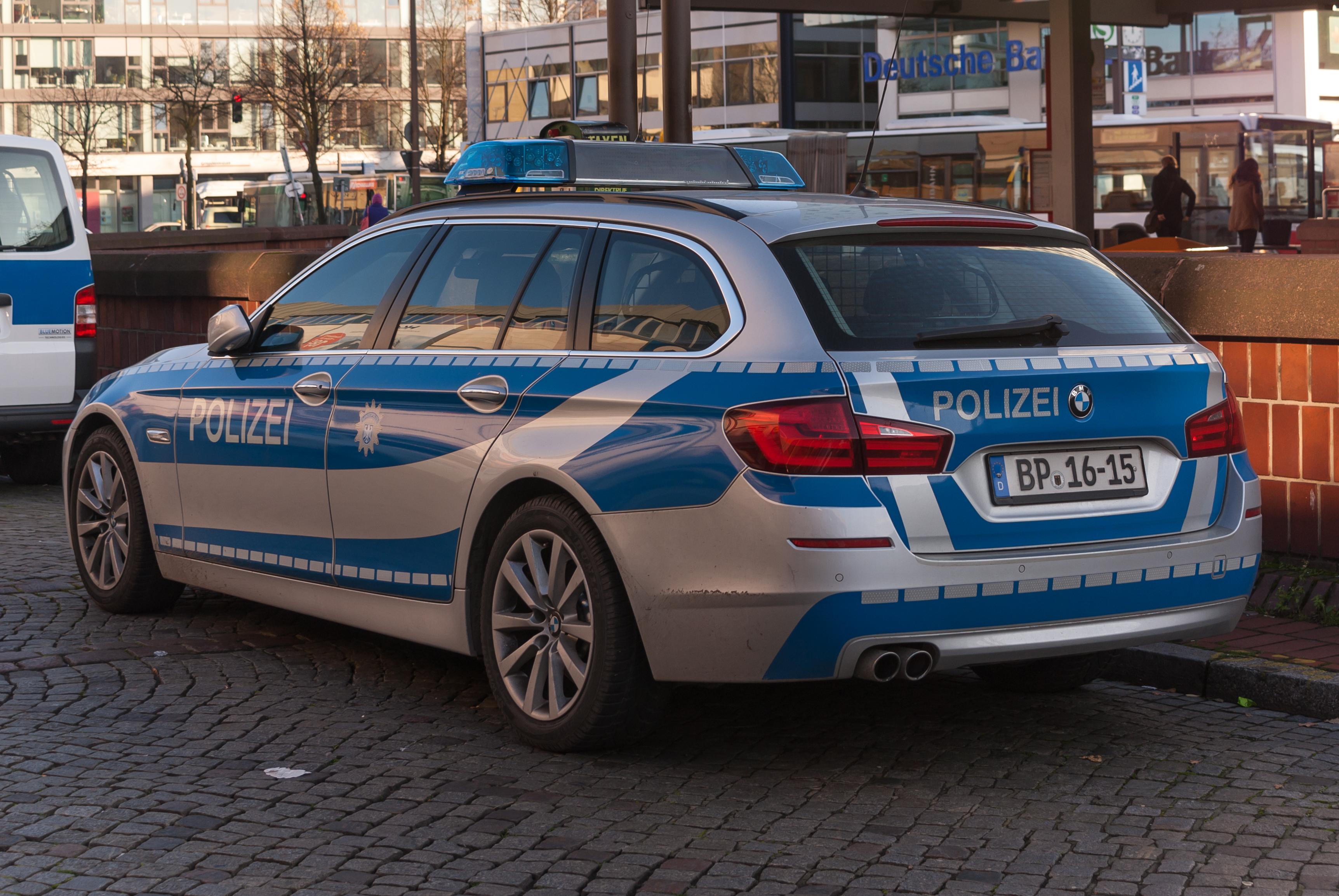
Voiture de patrouille BMW

## Controverses
Un responsable régional de la police démissionne en juillet 2020 face à un scandale sur des liens de ses services avec l'extrême droite en vue de menacer des personnalités de gauche.